# 최기환
최기환(한국 한자: 崔基煥, 1975년 12월 8일~)은 대한민국의 前 아나운서 출신의 프리랜서 방송인이다. 2003년 12월 SBS 서울방송 공채 11기로 입사했다. 이후 SBS 차장으로 승진했으며, 2021년 10월 31일자로 SBS 서울방송에서 퇴사했다.

## 학력
- 현대고등학교
- 인하대학교 중국어중국학과 학사

## 경력
- 2003년 12월 ~ 2021년 10월 31일 SBS 11기 공채 아나운서
- 2012년 국민연금 홍보대사
- 2013년 국민연금 홍보대사
- 2013년 서울남부지방법원 1일 명예법관 위촉
- 2021년 11월 1일 ~ 프리랜서 방송인
- 라블랑쉬 엔터테인먼트
- 라인 엔터테인먼트
- 봄온아나운서아카데미 대표이사

## 출연작
진행

### 뉴스·교양
- 2004년 SBS 《금요 컬쳐클럽》
- 2005년 ~ 2007년 SBS 《스포츠 중계석》
- 2007년 SBS 토요특집 《모닝와이드》
- 2007년 SBS 《서바이벌 독서 퀴즈왕》
- 2007년 ~ 2008년 SBS 《지구촌 VJ특급》
- 2007년 6월 23일 ~ 2011년 3월 19일 SBS 《토요특집 출발 모닝와이드》 3부
- 2008년 ~ 2011년 SBS 《스포츠 중계석》
- 2011년 3월 21일 ~ 2014년 7월 18일 / 2014년 10월 13일 ~ 2016년 12월 16일 SBS 평일 《모닝와이드》 3부
- 2014년 7월 21일 ~ 2014년 10월 10일 SBS 평일 《모닝와이드》 1, 2부 뉴스쇼
- 2016년 8월 23일 ~ 2021년 11월 20일 SBS 《맨 인 블랙박스》
- 2017년 1월 2일 ~ 2019년 3월 22일 SBS 《좋은 아침》

### 예능
- 2004년 ~ 2007년 SBS 《한밤의 TV연예》 - 패널 리포터
- 2007년 SBS 《작렬! 정신통일》
- 2007년 ~ 2012년 SBS 《게임쇼 즐거운 세상》
- 2007년 5월 6일 ~ 2019년 3월 16일 SBS 《접속! 무비월드》
- 2016년 SBS 《2016 희망TV SBS - 희망노래방 부기부기》

### 기타
- 2006년 제43회 《대종상 영화제 전야제》 - (with 변정수, 현영)
- 2007년 《2007 대한민국 게임대상》 - (with 정미선 아나운서)
- 2007년 SBS 《2007 아시아송페스티벌》 - (with 유진)
- 2008년 제45회 《대종상 영화제 시상식》 - (with 김아중)
- 2009년 제46회 《대종상 영화제 시상식》 - (with 한예슬)
- 2009년 SBS 《2009 아시아송페스티벌》 - (with 이다해)
- 2010년 제37회 《한국방송대상 시상식》 - (with 이혜승 아나운서 외)
- 2010년 SBS 《2010년 FIFA 월드컵》
- 2011년 SBS 《추석특집 한류올림픽》 - (with 붐, 조혜련, 이특)
- 2012년 SBS 《2012 K-컬렉션 인 서울》 -  (with 이보영)
- 2012년 SBS 《2012 희망TV SBS》 -  (with 유혜영 아나운서)
- 2013년 SBS 《2013 희망TV SBS》 -  (with 송선미)
- 2014년 SBS 《2014 희망TV SBS》 -  (with 송윤아)
- 2014년 SBS 《2014 슈퍼모델 선발대회》 - (with 한고은, 유이)
- 2016년 SBS 《세기의 대결 알파고 대 이세돌》
- 2019년 SBS 《마스터즈 토너먼트》
- 2019년 SBS골프 진행
- 2019년 SBS 《브레인마사지배 이세돌 대 한돌》

게스트 출연
- 2007년 SBS 《일요일이 좋다 - 뉴엑스맨》
- 2007년 SBS 《야심만만 만명에게 물었습니다》
- 2009년 SBS 《퀴즈! 육감대결》
- 2011년 SBS 《밤이면 밤마다》
- 2011년, 2013년 SBS 《도전 1000곡》
- 2013년 SBS 《백년손님 자기야》
- 2019년 5월 2일 SBS 파워FM 《배성재의 텐》
- 2020년 5월 2일 SBS 파워FM 《배성재의 텐》
- 2023년 5월 14일 MBC 《미스터리 음악쇼 복면가왕》
- 2024년 2월 9일《구해줘!홈즈》

라디오
- 2021년 SBS 러브FM 《기분 좋은 밤》

드라마
- 2014년~2015년 SBS 《미녀의 탄생》 - 프로그램 '체인지'의 MC 역 (특별출연)

## 수상
- 2009년 앙드레김 베스트 스타 어워드 아나운서상
- 2010년 SBS 연예대상 아나운서상
- 2011년 제12회 대한민국영상대전 포토제닉상 MC부분
- 2013년 2013 한국 아나운서대상 시상식 아나운서클럽상

| SBS 연예대상 《아나운서상》 |               |        |
| 2009년                      | 2010년 최기환 | 2011년 |
| 박선영                      | 2010년 최기환 | 김소원 |
|                             |               |        |
|                             |               |        |